# Morrisville (comté de Greene, Pennsylvanie)
Morrisville est une census-designated place située dans le comté de Greene, dans l’État de Pennsylvanie, aux États-Unis. Lors du recensement de 2020, elle compte 1 209 habitants.